# Aeshna petalura
Aeshna petalura е вид водно конче от семейство Aeshnidae. Видът е незастрашен от изчезване.

## Разпространение
Разпространен е в Бутан, Индия (Дарджилинг, Западна Бенгалия, Мегхалая и Сиким), Китай (Гуанси), Непал, Провинции в КНР и Тайван.